# 里皮克撞擊坑
里皮克撞擊坑（英語：Lipik）是一個位於火星希臘區的撞擊坑，中心座標位於38.42°S，248.43°W。該撞擊坑直徑約56公里，以克羅埃西亞的一個小鎮命名。